# Ивичест заек
Ивичестият заек (Nesolagus netscheri) е вид бозайник от семейство Зайцови (Leporidae). Видът е световно застрашен, със статут Уязвим.

## Разпространение и местообитание
Разпространен е в Индонезия.